# Tratado de Marraquexe
O Tratado de Marraquexe, formalmente Tratado de Marraquexe para facilitar o acesso a obras publicadas às pessoas cegas, com deficiência visual ou com outras dificuldades para aceder ao texto impresso, é um tratado internacional assinado em Marraquexe, Marrocos, em 28 de junho de 2013.
A proposta do texto do Tratado foi de autoria de Brasil, Paraguai, Equador, Argentina e México.[carece de fontes?]
O objetivo do Tratado é facilitar, por meio de exceções de copyright, a elaboração de versões de acessíveis a pessoas com dificuldades visuais de livros originalmente protegidos por leis de propriedade intelectual (copyright). Os países que ratificarem o Tratado de Marraquexe internalizarão exceções dos direitos de propriedade no que tange a esse tipo de material impresso, bem como deverão facilitar a importação de produtos elaborados com esse fim.
51 países assinaram o Tratado já na própria conferência diplomática de Marraquexe. Atualmente, 79 países assinaram o Tratado. Desses, porém, apenas 9 países já ratificaram o Tratado. Para vigorar, é necessária a ratificação por pelo menos 20 países.
O Tratado de Marraquexe vem sendo considerado um marco de mudança positiva de paradigma tanto no que tange à regulamentação internacional do sistema de copyrights e de direitos de propriedade intelectual quanto no que tange à preocupação com a acessibilidade e com os direitos de pessoas com deficiência.
No Brasil, o Tratado foi aprovado pelo Congresso cumprindo as condições da Constituição Federal, art. 5º, § 3º. Com a promulgação, pelo presidente Michel Temer, do Decreto 9.522/2018, publicado em 9 de outubro de 2018, o Tratado entrou no direito interno com nível de emenda constitucional.[carece de fontes?]